# Струмочниця водяна
Струмочниця водяна, катаброза водяна (Catabrosa aquatica) — вид трав'янистих рослин родини тонконогові (Poaceae). лат. aquatica — «водяний».

## Поширення, екологія
Цей вид зустрічається у більшій частині Північної півкулі і в Південній Америці, від Макаронезії, Ісландії, Європи та Північної Африки на північ і схід через Сибір, Кавказ, Казахстан, Індія і Кашмір в Монголію і Китай. Також зустрічається по всій зх.-цен. Північній Америці, Алясці сх. Канаді, Гренландії та в південній частині Південної Америки. Росте в повільному мілководді річок і струмків, у брудних водоймах, застійних краях водойм і канавах між 800–4000 м над рівнем моря.
В Україні зростає поблизу струмків, джерел і водойм, на вологих піщаних місцях і галявинах, на болотистих луках і болотах — по всій Україні, але в Поліссі та на півдні Степу рідко.

## Морфологічна характеристика
Багаторічна рослина. Кореневище товсте, повзуче. Стебла гладкі, прямостоячі, соковиті, 20–70 см заввишки, нерозгалужені. Листові футляри закриті до середини, листові пластинки однаково широкі, м'які, 5–20 см × 2–8 мм, вершина у формі човна; язичок 2–5 мм, тупий. Волоть відкрита або нещільно контрактна під час цвітіння, від яйцеподібної до довгастої в загальних рисах, 10–30 × 4–12 см. Колоски фіолетові, з (1-)2(-3) квіточками. Пильовики 1–2 мм. Еліптичні плоди довжиною від 1.8 до 2.2 міліметрів, гладкі й голі. Квітує й плодоносить у квітні-серпні. 2n = 20.